# 일본의 성우

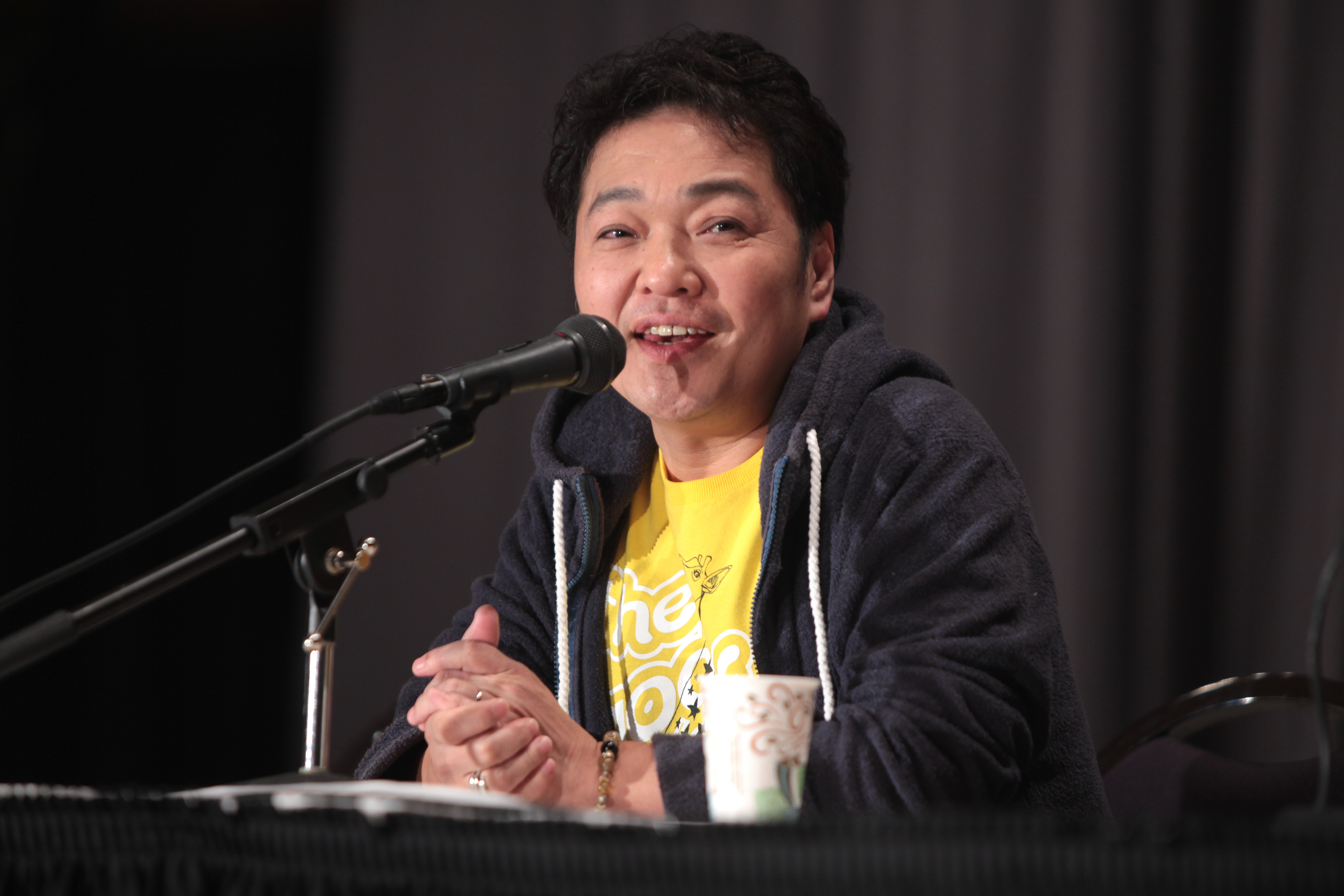
야마구치 캇페이

성우(일본어: 声優 세이유[*])는 영상 작품과 음성 작품에 자신의 모습을 보이지 않고 목소리만 출연하는 배우이다. 광의로는 내레이터도 포함된다. 영어로는 일반적으로 남성을 voice actor 여성을 voice actress 라고, 일본어로도 보이스 액터(일본어: ボイスアクター)라고 불리기도 한다. 영어 Character Voice의 약자인 CV로도 불린다.

## 개요
대한민국의 경우 방송국에서 성우극회를 가지고 있는 것과 달리 일본의 경우 성우 활동을 지원하고 관리하는 연예기획사가 따로 존재한다. 성우에게 사무 수수료를 징수하여 음향제작 회사나 방송국에 애니메이션, 더빙, CM 나레이션 등 특기 분야에 배치된 매니저가 영업 활동이나 섭외등을 담당한다. 음향 제작 회사의 오디션 모집에 그 역할에 적합하다고 판단한 자사의 성우에게 연락하는 것도 매니저의 역할이다. 프로듀서나 음향감독과의 중매자로 매니저가 작품의 사무를 맡아 주연급 이외의 캐스팅을 담당, 성우의 스케줄 조정 등 사무 업무를 맡는 경우도 있다.
성우 프로덕션의 소재지는 다른 연예기획사와 마찬가지로 대부분이 도쿄에 있다.
애니메이션에 강한 프로덕션, 외화 더빙에 강한 프로덕션, CM 및 나레이션에 강한 프로덕션 등, 성우 일은 소속된 프로덕션의 특기분야에 좌우되는 경우가 많다. 예를 들어 유명한 성우지만 애니메이션을 주 분야로 하는 프로덕션에 소속되어 있으면 애니메이션 일은 자주 들어 오지만, 외화나 해외 드라마의 더빙, 나레이션이나 CM 등 특기 분야 이외의 일은 들어오지 않는 경우가 많다.
또한 특정 제작 회사와의 커넥션을 가지고 있는 프로덕션도 적지 않다.
아역 성우의 경우 유명 아동극단에서 기용되는 경우가 많다.
특화별 프로덕션
- 애니메이션:아트비전, 아임 엔터프라이즈
- 더빙 및 보이스 오버:마우스 프로모션
- 나레이션:아오니 프로덕션, 시그마 세븐
- NHK 프로그램: 81 프로듀스
- 광고: 스튜디오 오사와
- 전철 안내방송: 도쿄 배우 생활 협동 조합

## 역사

### 라디오 드라마 시대
1925년 NHK의 전신인 사단법인 도쿄 방송국이 라디오 방송을 개시. 같은 해 공모된 라디오 드라마 연구생 12명을 목소리 만으로 연기한다는 전문 배우로서 일본의 성우 제1호로 보고 있다. 이 당시 신문에서는 〈라디오 연기자〉로 불렸다. 시간이 흘러 1941년 NHK는 라디오 드라마를 전문으로 하는 배우를 양성하는 〈도쿄 중앙 방송국 전속 극단 배우 양성소〉의 연구생을 공모. 다음 해인 1942년에 도쿄 방송 극단 1기생이 데뷔를 하고 그것이 성우 제 2 호로 여겨진다. 한편 〈성우〉라는 말이 사용되기 시작한 것은 이 무렵부터 이다. 〈성우〉라는 명칭은 요미우리 신문의 예능기자였던 코바야시 토쿠자부로에 의해 생겼다는 설과, NHK의 예능방송 담당 프로듀서 오오카 카츠오가 명명했다는 설이 있다. 성우는 당초 라디오 드라마를 전문으로 하는 도쿄 방송 극단원이나 그 외 방송국의 극단원을 가리켰으나 텔레비전 시대가 열리면서 더빙과 애니메이션을 전문으로 하는 연기자를 가리키는 용어로 정착되어 갔다.
1951년 민간 라디오 방송국의 라디오 도쿄(지금의 도쿄 방송)가 개국, 전속 방송극단(라디오 도쿄 방송극단, 나중의 TBS방송극단)을 설립하여 1957년에 방송한 연속 라디오 드라마 《아카도 스즈노스케》는 당시 어린이들로부터 절대적인 지지를 받았다. TV방송이 아니라 라디오가 매스미디어에서 주요한 위치를 차지한 라디오 드라마 시절의 성우는 결코 그늘에 가리워진 존재가 아니었으며, 잘생긴 주인공 역할을 많이 연기한 나고야 아키라에게는 한달에 수십통의 팬레터가 도착했다고 한다. 라디오 드라마는 전성기를 맞아, 성우의 소개 기사가 신문의 라디오 란에 실리게 되었으며, 성우에게 팬레터가 도착하는 것과 동시에 동경의 대상이 되어 성우 지망생도 급증하였다. 1953년 NHK 도쿄 방송극단의 제 5기생 모집에는 600:1의 경쟁률이었다고 한다. 이 시대를 성우인 카츠타 히사시는 제 1기 성우 황금시대라고 평하였다.
애니메이션에서는 1933년 일본 최초의 발성영화, 단편 애니메이션 영화 《힘과 여자의 세상》가 공개. 애니메이션 캐릭터 목소리를 담당한 것은 희극 연기자 후루카와 롯파(ja:古川ロッパ)를 시작으로 당시의 영화배우들이었다. 1942년에는 중국의 장편 애니메이션 영화 《서유기·칠선공주 이야기(칠선공주)》가 일본에서 공개되어, 활동변사 출신인 도쿠가와 무세이, 야마노 이치로가 목소리를 담당하였다. 제2차 세계 대전 후에 발족한 도에이 애니메이션에 의해 일본에서도 일정 수익을 얻는 애니메이션 영화가 제작되어 영화배우나 코메디언, 방송극단원이 기용되었다. 또한 외화의 더빙은 텔레비전 시대가 되면서 맡게 되었다.

### 제 1 차 성우 붐
민영 방송 TV의 초창기에는 1961년의 오사규정에 의해 TV 방송국에 일본영화 공급을 중지하면서 소프트 부족사태가 일어나 해외 드라마나 외국 영화 등의 외화 더빙이 많이 이루어졌다. 이것을 배경으로 성우인기가 높아졌다. 당초 NHK는 기본적으로 자막 방송을 주로 하고 있었기 때문에 일어 더빙판은 민영 방송사가 중심을 이루고 있었다. 이후 해외 작품은 1960년대 전반에 걸쳐 전성기를 이루었다.
붐을 일으킨 중심 인물은 알랭 들롱을 주로 연기한 노자와 나치. 영화배우는 오사협정과 캐릭터의 문제로 더빙을 하지 않았기 때문에 TV 더빙은 초창기 TV배우와 마찬가지로 라디오 시대의 방송극단 출신자나 신극 무대 연기자가 주로 의뢰를 받았다. 해외 애니메이션에 있어서는 라쿠고카나 아사쿠사 출신 코메디언 등도 캐릭터 목소리를 담당하였다.
이 시기에는 아직 성우라는 말은 일반적으로 인식되어 있지 않았고 별칭으로서 더빙을 주로 하므로 〈더빙 탈렌트〉, 목소리를 맞추는 것에서 〈아테시〉라고 불리었다. 더빙 전성기에 도쿄 배우 생활 협동 조합(배협)이 탄생. 후에 배협에서 나뉘어 많은 성우 프로덕션이 탄생하였다.
TV 더빙작품 1호는 TBS의 전신인 KRT TV가 1955년 10월 9일부터 방송 개시한 미국의 애니메이션 《슈퍼맨》이라고 전해지고 있다. 실사로는 1956년에 KRT TV에서 방송된 《카우보이 G맨》으로 기록되어 있다. KRT TV에서의 방송은 모두 생방송에 의한 더빙으로, 미리 녹음한 애프터 레코딩에 의한 작품 제 1호는 애니메이션으로는 1956년 4월 8일에 니혼 TV가, 번외 스튜디오의 야스이 지헤에에게 의뢰하여 방송한 해외 애니메이션 《TV 꼬마의 모험》

### 제 2 차 성우 붐
1970년대 중반부터 애니메이션 붐과 함께 일어난 붐. 그 붐으로 인해 성우 일과 병행한 음악활동이 성행하게 되었다. 카미야 아키라, 후루야 토오루, 후루카와 토시오 등 주로 애니메이션의 미남 캐릭터를 연기하는 인기 성우를 주축으로 한 《슬램 스틱》이 결성, 라이브 활동을 펼쳤다. 그 외에도 많은 성우들이 음반을 내었으며, 당시 만 단위 이상의 음반 판매실적을 올린 성우로는 한 케이코, 토다 케이코, 카미야 아키라, 미즈시마 유우, 슬램스틱이 있다. 1979년에 방송개시한 《애니토비아》등 애니메이션 성우가 진행을 맡는 라디오 방송 등도 탄생. 라디오 드라마로는 성우의 인기를 배경으로 한 《밤의 도라마 하우스》가 있으며 아마추어 성우 컨테스트도 개최되었다.
이 시기에 애니메이션 잡지가 창간되기 시작하였는데, 《아니메주》의 창간 편집장인 오가타 히데오는 성우의 아이돌화를 편집 방침의 하나로 털어놓았다. 《아니메주》 이외에도 다른 애니메이션 잡지에서도 성우 코너를 만들어 정기적으로 성우 정보를 발신하였으며, 애니메이션 팬이 성우를 동경하는 직업으로 삼게 되는 원인 중 하나가 되었다. 인재의 공급·육성 면에서는 성우 전문 프로덕션이 분열하면서 점차 그 숫자가 늘어나, 각 프로덕션이 성우 양성소를 설립하기 시작하였다. 이로 인해 방송극단 출신자나 무대 연기자들이 배우활동의 일환이나 여가 활동으로서 성우를 하는 것이 아니라 처음부터 애니메이션 성우를 목표로 한 성우가 등장하기 시작했다.(아사가미 요코가 그 1호로 불리고 있다.) 이 붐은 대략 1980년대 전반까지로 여겨진다.
이 무렵이 되어 성우라는 말이 일반인에게 널리 알려지게 되었다. 그때까지 〈성우〉라는 단어는 정착되어 있지 않았으며 "성우를 하고 있다"고 하면 같은 발음이여서 수퍼마켓〈세이유우〉(미국 월마트의 일본 자회사)에서 근무하고 있다고 생각하는 사람이 있다는 에피소드를 몇 명의 성우가 언급하였다.

### 제 3 차 성우 붐이 일어나기 얼마 전
1980년대 말의 TV 애니메이션 《사무라이 트루퍼》에서 목소리를 담당한 사사키 노조무, 쿠사오 타케시외 5명의 남자 성우가 1989년에 결성한 《NG5》가 큰 인기를 끌었다. 그들의 CD는 당시 성우 CD로서는 꽤 높은 판매 실적을 올렸으며 그들의 콘서트에는 여성 팬이 쇄도하였다.
이 인기는 애니메이션 업계뿐 만 아니라 다큐멘터리 프로그램이나 뉴스로 방송될 정도였다. 성우가 다양한 활동을 하게 된 선구적인 그룹으로도 볼 수 있다. 하지만 그 인기는 NG5에만 한정되며 성우계 전체에 일어난 붐이라고 말할 정도의 인기는 아니었다.
이 무렵부터 성우 프로덕션의 부속 양성소 이외에도, 애니메이션 계열의 전문학교에 성우 양성 코스가 개설되었다고 한다.

### 제 3 차 성우 붐
1990년대 중반에 일어난 성우 붐으로, 1993년부터 시작된 것으로 보인다. 이때까지의 제1차, 2차 성우 붐에 비해 성우가 대중에게 공개되는 일이 증가하여 아이돌화, 탈랜트화가 진행된 것이 특징. 예능사무소가 성우 매니지먼트를 기업화하는 형태가 된 것도 이 붐이 일어난 시기부터이다.
이 붐으로 인기를 얻은 성우 대부분이 라디오에서의 활동을 통해 팬을 확보하여 CD를 발매하거나 큰 홀에서 콘서트를 열기 시작하였다. 하야시바라 메구미, 시이나 헤키루, 코다 마리코 등이 선구적인 성공 예라 할 수 있다. 1980년대 제2차 붐이 일어났을 때에도 성우가 라디오 방송에서 DJ를 맡는 일도 있었으나, 이 시기에는 레코드 회사와 전속계약을 맺은 성우가 진행하는 프로그램에 계약한 레코드 회사가 방송 스폰서가 되어 현저하게 상업화되었다. 또한 성우사무소나 레코드 회사가 신인 성우의 주가를 올리기 위해 그런 방식을 채택하기도 하였다.
이 시기부터 음성을 곁들인 비디오 게임이 증가하여 성우의 본업 중 하나가 되었다. 목소리를 담당한 성우의 비디오 게임 이벤트가 수없이 개최되었으며, 성우가 진행을 맡은 비디오 게임의 라디오 프로그램이 늘어나게 되었다. 또한 PC 게임에도 음성이 들어간 게임이 늘어나, 이쪽에서는 어덜트 게임을 전문으로 활약하는 성우 외에도 어덜트 게임에 비중을 두는 프로덕션도 등장하였다. 한편 성인 애니메이션이나 어덜트 게임에 출연하지 못하게 하는 프로덕션도 존재한다.
이 붐에 영향을 받아 1994년 첫 성우전문잡지 《성우 그랑프리》〈보이스 아니메주〉가 창간되었으며, 1995년에는 성우 전문 TV 방송 《성우 클럽》이 탄생하였다.
위와 같은 상황으로 인해 〈아이돌 성우(후술)〉로 일컬어지는 성우가 급격히 증가하여 일반 아이돌 연예인 못지않은 인기를 얻었다.
당시 거대 민영방송의 특별 방송에서는 이 3차 성우 붐이 발생한 배경으로서 연예인 아이돌의 부재를 지적하기도 하였다. 1980년대는 마츠다 세이코, 오냥코클럽 등 아이돌이 전성기를 이루었으나 1990년대 중반기에는 아이돌, 특히 이성에 대한 동경의 대상이 없고, 그 잠재요소로 애니메이션이나 미소녀 게임의 상승효과도 겹쳐, 성우 붐이 일어난 것이 아니냐는 견해를 보였다.

### 제 3 차 성우 붐 이후
2000년대에 들어서면서 1990년대 중반에 일어난 제3차 성우 붐처럼 붐이 일어나지는 않았으나, 새로운 인기 성우는 매년같이 등장하였다. 인터넷이 보급되면서 성우가 진행을 맡는 인터넷 라디오 방송이 늘기 시작하였다. 또한 성우가 사무소에 소속하지 않고 스스로 인터넷 라디오나 라디오 드라마, 또한 애니메이션을 자주제작하여 레코딩을 하는 인터넷 성우도 출현하였다. 이른바 인터넷 아이돌의 성우판이라고 볼 수 있다.
애니메이션이나 외화의 더빙 등 본격적인 데뷔에 앞서 신인 성우가 인터넷 라디오나 이벤트에서 활약하는 케이스도 늘었다.
정보화 사회로 발전함에 따라 1990년대 중반과 2000년대 성우를 둘러싼 양상이 달라, 1990년대 중반기에 활약하던 성우가 계속해서 안정적인 활동을 펼치고 있기도 하고, 2000년대에 데뷔한 신인 성우가 애니메이션·게임·외화 등에서 활약하고 있기 때문에, 2000년대에 들어온 이후를 제4차 성우 붐이라고 부르는 경우도 있다. 또는, 제3차와 제4차의 간격은 거의(혹은 완전히) 없다고 하는 의견도 있다.

## 성우가 되는 법
현재 제 1선에서 활약하고 있는 성우를 보면 다음과 같은 경력을 지녔다.

### 방송 가극단 출신
NHK와 민영방송에서 조직한 극단으로 방송국의 아나운서와 별도로, 예능을 담당하기 때문에 방송숙에서 양성되어 주로 라디오 드라마를 담당한 방송 탤런트이다. 그들을 가리키는 단어로 〈성우〉가 탄생했다. 연예기획사의 태두로 지금은 모두 해산하였다.
NHK 도쿄 방송극단
이와오 킨시로, 카토 미치코, 나카무라 키네코, 쿠로사와 료, 야마노우치 마사토, 카츠타 히사시, 나고야 아키라, 타카하시 카즈에, 사토미 쿄코, 카와쿠보 키요시
NHK 삿포로 방송극단
와카야마 겐조
NHK 큐슈 방송극단
우츠미 켄지 등 다수
민영방송 (지금의 TBS)에 해당하는 라디오 도쿄 방송극단
오오히라 토오루, 나카무라 타다시, 타키구치 준페이, 타나카 노부오, 아사도 테츠야, 무카이 마리코
지방 방송국
- CBC 중부 일본 방송극단: 나카이 신지
- RKB 마이니치 방송극단: 야나미 조지

지방 방송국에서 활약한 것은 라디오 드라마 시대까지만으로 TV시대가 되면서 해외작품 더빙등 성우 업무는 도쿄로 집중되었다.

### 아역 출신
후루야 토오루, 시오야 요쿠, 호리카와 료, 츠루 히토미, 토미나가 미나, 이이즈마 마유미, 호소나 요코, 센다이 에리, 와타나베 아케노, 노시미즈 아미, 키타무라 에리 등은 초등학교·중학교 시절부터 아동극단에 소속하여 연기력을 양성하고 고등학교 졸업과 동시에 혹은 그 전후로 갑자기 제 1선에 활약하는 유형.
최근에 활약하고 있는 성우로는 나미카와 다이스케, 사카모토 마아야, 시미즈 카오리, 사와시로 미유키, 이리노 미유, 사이토 아야카, 히라노 아야, 키무라 스바루 등이 속하며 초·중등학교 시절부터 성우로서 활약하기 시작하였다.

### 무대 연기자 출신
고교,전문학교, 대학 재적·졸업 후 극단에 입단하여 무대 연기자로 활동 중 애니메이션 관계자로부터 눈에 띄어 성우로 활동하는 유형.
메이저 신예 계열의 영화방송부에 소속
박로미, 야지마 아키코, 코바야시 사나에, 코야마 리키, 시라토리 테츠, 오오바 고우, 무라타 아키노, 타카하시 리에코 등
극단 퇴역후 성우로 전업
오오타 요시코, 카츠라기 나나호, 미즈시로 레나
특수 (드리칸 클럽->극단->성우 양성소)
나바타메 히토미
주니어 뮤지컬
무대 연기자 출신과 아역·아이돌 출신의 중간자적 존재
치바 사에코, 난리 유카, 나즈카 카오리, 히구치 치에코

### 양성소 출신
고교·대학 재학 중이나 졸업 후, 전문학교(성우과), 성우 관련 학교, 성우 사무소에서 직접 운영하는 성우 양성소 등을 1년부터 몇 년에 걸쳐 공부한 뒤, 오디션을 거쳐 성우 양성소에 소속한다. 그 중에는 대학 졸업 후 취직을 거쳐 양성소를 통해 성우로 활약하고 있는 사람도 있다. 또한 전문학교(성우과) 혹은 무허가 학교(성우과) 등을 졸업한 후, 성우 사무소에 소속하기 위해 오디션을 치른 결과 그 사무소에서 직접 운영하는 양성소에 편입하는 경우도 종종 있다. (이 경우 장래 그 사무소에 소속한다는 보장은 없다.) 양성소를 졸업한 후 다시 새로운 양성소로 들어가는 사례도 많다.
양성소를 거치는 것이 일반적인 방법이지만, 지망자 절반은 좌절하기도 한다. 매년 양성소를 졸업하는 사람은 2천 명을 넘지만 성우 양성소에 소속되는 사람은 그 1%에도 미치지 못한다는 좁은 문이다.
1980년대 이후 데뷔한 성우 대부분이 양성소 출신이다. 성공적인 예로는 하야시바라 메구미, 야마데라 코이치, 이노우에 키쿠코, 이시다 아키라, 히사카와 아야, 미츠이시 코토노, 모리카와 토시유키, 스즈무라 켄이치, 타무라 유카리, 나카하라 마이, 시미즈 아이, 노토 마미코 등이 있다.
작품이나 잡지 기획에 따라 일반 오디션에서 찬스를 잡은 사람도 있지만 그 후 양성소에서 전문교육을 받고 성우가 되는 것이 통례이다. 아사노 마스미, 호리에 유이, 사와시로 미유키, 노가와 사쿠라, 이노우에 마리나등이 컨테스트를 거친 후 성우 양성소를 통해 성우가 되었다.

### 다른 장르의 연예계에서 전향
아이돌에서 전향한 야마모토 유리코, 토다 케이코, 사쿠마 레이, 히다카 노리코, 사쿠라이 토모, 이와오 준코, 시시도 루미(적어도 아이돌 시절에는 고생한 사람들이다. 히다카는 아역배우 경험을 한 적도 있다.) 애니메이션 가수 일도 하는 한편 성우 일도 했다는 경험을 가진 호리에 미츠코 (사사키 이사오도 이와 비슷한 경력을 가졌다.), 누드를 찍기도 하고 그라비아 아이돌에서 전향한 오오노 마리나, 유즈키 료카, 치바 치에미, 리포터였던 카카즈 유미, 코미디언으로 활동 중 성우로 발탁된 고다 호즈미, 인기 버라이어티 아이돌에서 은퇴 후 성우로 복귀한 사이토 유코, 성우 활동을 하기 전에 출연했던 NHK 교육 TV 《탄켄 나의 마을》의 초 역으로 알려진 초(예전 예명은 나가시마 유이치)등을 들 수 있다. 비슷한 예로 배우와 성우 일을 병행하였으나 병행하기 힘들어 성우로 전념한 나카타 죠지가 있으며, 여대생 시절 시노야마 키신에서 촬영한 누드를 남성 잡지에서 공개한 마츠이 나오코가 있다.
최근에는 코메디언이 성우로 전향, 이른바 겸업하는 예도 볼 수 있다. 이 경우에는 뒤에서도 언급하지만 화제성을 노린 타이업이 아닌 경우가 많다. (실제 타이업 출연과 다르게 표면적인 선전은 이뤄지지 않고 있다.) 시미즈 히로시나 아지리도의 카와모토 나루, 아바레 눈차크의 사이토 야스오·타케우치 코스케, 아메리카 자리가니의 야나기하라 테츠야·히라이 요시유키를 예로 들 수 있다. 다만 사이토 야스오는 현재 '사쿠라즈카 얏쿤'으로 인기를 누려 다시 예능업계로 돌아갔다. 또한 이러한 타이업의 경우 대부분의 출연작에는 넬케플래닝이 관여하고 있다.
또한, 1988년부터 1993년에 걸쳐 이른바 〈아이돌 겨울의 시대〉(또는 〈아이돌 빙하기〉) 이후부터는, 아이돌 혹은 그에 가까운 스탠스 탤런트로서 활동하였지만, 추세적으로 활약할 곳을 좀처럼 얻지 못한 여자 탤런트가, 20세 전에 비교적 빠른 단계에서부터 연기의 폭을 넓히는 일환으로, 혹은 예능 세계에서 살아남기 위해 성우로 전향할 가능성 등을 모색하기 위해, 애니메이션, 게임 등의 성우 오디션에 도전하는 유형이 늘어났다. 이 예로는 앞서 서술한 사쿠라이 토모, 이와오 준코, 시시도 루미 등을 들 수 있지만, 성우로 성공하여 이를 본업이나 주업에 이른자는 그리 많지 않다.

## 성우의 이모저모

### 아이돌 성우
1990년대 중반부터 성우의 영역은 여러 분야에 걸치게 되어 애프터 레코딩·더빙뿐만 아니라, 라디오 프로그램 진행, CD 발매, 사진집 출판, 휴대전화의 착신음성 제공에 이르기까지 영역폭이 크게 확대되었다. 이와같이 폭넓은 활동을 하는 성우를 가리켜 속칭 〈아이돌 성우〉라고 한다. 단 이것은 어디까지나 속칭일뿐 명확한 정의는 아니고, 성우 스스로 "나는 아이돌 성우이다" 라고 밝히고 있는 것도 아니다. 또한 아이돌적인 활동 범위도,〈가수 활동을 많이 하는 사람〉〈본인 명의로 가수활동은 많이 하지 않지만, 애니메이션·게임의 애프터 레코딩이나 라디오 진행을 많이 맡고 있는 사람〉〈주로 성우 전문 잡지의 화보 페이지에 자주 등장하는 사람〉등 여러 형태가 있다. 그렇기 때문에 아이돌 성우와 비 아이돌 성우를 명확하게 구별하는 것은 어렵다.
아이돌 성우라는 것은 《터치》나 《란마 1/2》의 히로인 역을 맡은 히다카 노리코, 마찬가지 《란마 1/2》에 출연한 하야시바라 메구미를 선구자적 존재로 볼 수 있다. 그 외에 본업 이외에 폭넓은 활동을 하고 있는 코다 마리코, 시이나 헤키루 등이 1990년대 중반기부터 붐을 일으켜 현재에 이른다. 덧붙여 여자 성우(특히 애니메이션·게임과 관련해서 활약하는)가 아이돌 성우라고 불리는 사례는 많지만 남자 성우가 아이돌 성우라고 불리는 경우는 극히 드물다.
현대 성우에게는 목소리 많으로 연기하는 연기력은 물론, 그 외에도 외모나 가창력, 독특한 캐릭터를 확립하는 것 등, 여러 능력이 요구되고 있다(특히 애니메이션·게임과 관련해서 활약하는데 있어서는). 특히 아이돌 성우의 경우에는 연기력보다 외모를 더 중시하는 경향이 많고, 최근 일부 사무소의 양성소에서 〈성우는 엔터테인먼트〉라는 명목으로 애니메이션 관련 매체에 적극적으로 노출을 시도하는 사례도 나오고 있다. 노가와 사쿠라등이 소속해 있는 사무소, 람즈의 사장은 "아이돌 성우에게 있어서 중요한 것은 외모와 뛰어난 화술이지 연기만으로는 잘해 나갈수 없다"고 인터뷰에서 말한 적이 있다.
최근에는 미디어 믹스의 일환으로 애니메이션 방송과 관련해서 인터넷 라디오가 수없이 제작되어, 청취자를 쉽게 끌어모을 수 있는 아이돌 성우는 특히 많이 출연하는 경향이 있다. 따라서 이들 음성매체에서의 화술은 아이돌 성우로서 성공하기 위해 요구되는 중요한 기술 중의 하나이다. 단 인터넷 라디오에서 이야기 도중 일어난 일이 원인이 되어, 아이돌 성우로서의 캐릭터가 바뀌어 개성파 성우로도 통하는 탤런트 요소가 생긴 사람도 볼 수 있다.
이런 아이돌 성우가 애니메이션 이벤트의 메인 게스트로 등장할 경우 관객 대부분이 성우를 보기위해 오기 때문에 관객을 끌기위해 등장하는 경우가 많다. 아이돌 성우 중에는 후술의 무도관 콘서트를 성공시키도록, 음악 활동으로 전국 투어를 기획하여 발매한 CD를 오리콘 상위에 올리는 경우도 있다. 이러한 현상은, 현재 CD 판매량의 감소추세가 계속되는 음악업계에 있어, 적지 않은 시장 확대를 기대할 수 있는 시장의 하나로 인식되어 주목을 끌고 있다. 또 성우의 이벤트나 라이브 콘서트에 자주 다니는 팬층을 〈성우 이벤터〉라고 일컬어 부르기도 한다.
아이돌 성우는 〈꿈나라의 주인〉〈영원의 XX세〉등이라 자칭하며 다른 일반 성우와 마찬가지로 생년·연령을 공표하지 않는 사람도 많다.
일반 예능 아이돌이 20대 후반이 되면 '고참 취급을 받는다' '더이상 아이돌이라 할 수 없다'는 소리를 듣는 것에 비해, 아이돌 성우는 본인의 인기·담당한 캐릭터의 인기·연기력·가창력 등에 의해 30세 전후에도 통하기 때문에, 일반 예능 아이돌보다 오래 간다고 할 수도 있지만 성우 양성소 출신의 경우, 대부분이 20대를 넘겨 데뷔하기 때문에, 무조건 길다고는 할 수 없다는 반론도 있다.
인재가 차례차례 등장하는 신진대사가 격심한 업계이기 때문에, 아이돌 성우로서 한 때 절대적인 인기를 얻었으나 얼마 안되는 기간 동안 활약할 뿐 다음 젊은 세대가 자리를 대신하여 성우 일이 격감하는 유형도 적지 않다.
당연히 언제까지나 아이돌 성우로서는 활약할 수 없고, 나이가 들면 아이돌 성우노선을 벗어나, 높은 연기력·표현력을 가진 〈실력파 성우〉로 이미지 변신이 요구된다. 성우 본인이나 소속사 사무소에 있어서도 이런 이미지 체인지가 중요한 과제인 것은 적잖이 볼 수 있다. 이런 이미지 변신에 성공한 자는 그 뒤에도 성우 활동이 잘 풀리는 케이스가 많지만, 반대로 성공하지 못한 경우, 아이돌 성우의 실적이 되려 마이너스 요소가 되어 성우로서의 〈상품가치〉가 급격히 떨어져 그대로 성우 일이 줄어버리는 유형이 많다.
베테랑 성우나 성우 팬 중에는 이런 아이돌 성우같은 활동을 하는 성우 자체를 좋게 생각하지 않는 자도 있다. 또한 성우 중에도 아이돌 성우라 불리는 것을 싫어하는 사람도 있다.
현재는 1990년대 중반에 일어난 아이돌 성우 붐의 절정기는 지났지만 아이돌 성우로 불리는 인물 자체는 아직 존재하고 있으며, 새로운(신인) 아이돌 성우를 노리는 사람도 매년 등장하고 있다. 2008년에는 어플런트 그룹, 카도카와 쇼텐, 카도카와 더 텔레비전의 합동기획으로 〈KADOKAWAxUP-FRONT STYLE 아이들☆성우 오디션 2008〉이 실시되어, 당시 16세였던 미사와 사치카가 그랑프리를 수상했다.

### 성우의 일본 무도관 콘서트의 성공과 그 영향
일본 무도관은 직업으로서 음악활동을 하는 사람들 대부분이 '이 곳의 관객석을 가득 채우는 콘서트'를 장기적인 큰 목표로 삼는, 가수들에게는 어떤 의미로 성지와도 같은 곳이다.
일본 무도관만큼 큰 규모의 시설에서 콘서트를 성공시키는데는 단순히 지명도, 가창력 뿐만 아니라, 가수·엔터네이너로서 종합적인 높은 능력이 요구된다. 그렇기 때문에 오랜 경력을 가진 빅 스타급 연예인이나 대형 연예기획사에 소속된 아이돌 탤런트조차 무도관 콘서트를 성공시키는 것은 쉬운 일이 아니다. 따라서 무도관에서 콘서트를 몇번이나 성공시키는 것은 단순히 수익 이상으로, 관객을 모으는 힘·흥행성 있는 가수로서의 능력이 《진짜》임을 연예계 안팎으로 나타낸다는 의미를 지닌다.
성우업계에서 처음으로 일본 무도관 콘서트에 성공한 것은 1990년대의 아이돌 성우 대표주자인 시이나 헤키루이다.(1997년). 앞서 말했듯이 무도관 콘서트를 성공적으로 개최하기 힘든만큼, 시이나의 성우로서 첫 무도관 콘서트 성공은 성우계·연예계 모두에게 큰 충격을 주었다(2002년·2003년·2004년에도 개최). 특히 성우계에서는 이 시이나 헤키루의 성공도 있었지만, 가창력을 세일즈 포인트로 하는 아이돌 성우가 차례차례 등장하여, 미즈키 나나가 성우로서 2번째 무도관 단독 라이브를 2005년·2006년 2년 연속으로 개최하였다.(2009년 1월에는 무도관 단독 3일간 라이브를 개최하였다.) 그 후 2008년 3월에는 타무라 유카리가, 2009년 9월에는 호리에 유이가 각각 무도관 단독 공연을 개최하였다.
반대로 연예계에서는 일본 무도관 콘서트를 성공시키는 것은 여전히 어렵고, 가수에게 있어서는 스테이터스 심볼이라고 말할 수 있는 이벤트이며, 장소에 따라서는 가수 자신뿐만 아니라 소속된 연예 기획사의 후원회나 팬클럽의 동원력조차 필요한 상황이다. 그렇기 때문에 반응은 여러가지로 나뉘어 '일반 가수보다 발성이 좋다' '의외로 노래를 잘한다' '성우업계의 판매 전략을 겸허히 배우자'고 말하는 사람부터 '기껏해야 성우, 고작 애니메이션 음악'이라며 반발하는 사람들까지 여러 의미로 연예계에 충격을 주게 되었다.

## 같이 보기
- 세이유 어워드
- 분류:일본의 성우사무소